# Buckinghamshire
Buckinghamshire – hrabstwo ceremonialne i historyczne w środkowej Anglii, w regionie South East England, położone na północny zachód od Londynu, obejmujące dwie jednostki administracyjne typu unitary authority – Buckinghamshire oraz Milton Keynes. Do 2020 roku Buckinghamshire pełniło funkcję administracyjną jako hrabstwo niemetropolitalne, z ośrodkiem administracyjnym w Aylesbury. Historyczną stolicą hrabstwa było Buckingham.
Powierzchnia hrabstwa wynosi 1874 km², a liczba mieszkańców – 754 100 mieszkańców (2011). Największym miastem jest Milton Keynes, powstałe jako jedno z tzw. „nowych miast” (new town) w latach 60. XX wieku. Innymi większymi miastami na terenie hrabstwa są High Wycombe, Aylesbury, Bletchley, Amersham oraz Chesham.
Przez Buckinghamshire przebiega pasmo wzgórz Chiltern Hills, uznane za obszar o wybitnym pięknie naturalnym (Area of Outstanding Natural Beauty).
Na terenie hrabstwa leży posiadłość Bletchley Park, która podczas II wojny światowej była siedzibą brytyjskich kryptologów, pracujących dla Rządowej Szkoły Kodów i Szyfrów.
Na północy Buckinghamshire graniczy z hrabstwem Northamptonshire, na północnym wschodzie z Bedfordshire, na wschodzie z Hertfordshire, na południowym wschodzie z Wielkim Londynem, na południu z Berkshire a na zachodzie z Oxfordshire.

## Podział administracyjny

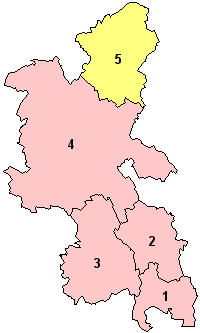
Podział administracyjny hrabstwa do 2020 roku

### Obecny
Hrabstwo ceremonialne obejmuje dwie jednostki administracyjne typu unitary authority:
1. Buckinghamshire
2. Milton Keynes

### Do 2020 roku
Do kwietnia 2020 roku Buckinghamshire było hrabstwem niemetropolitalnym, w skład którego wchodziły cztery dystrykty. Jako hrabstwo ceremonialne Buckinghamshire obejmowało dodatkowo jedną jednostkę unitary authority:
1. South Bucks
2. Chiltern
3. Wycombe
4. Aylesbury Vale
5. Milton Keynes (unitary authority)